# بومهن
بومِهِن، یکی از شهرهای شهرستان پردیس در شرق استان تهران است.

## وجه تسمیه
واژهٔ «بومهَن» به‌معنای زمین‌لرزه است. اشپیگل در کتاب عصر آریایی، ص ۶۸۸، کلمه را مرکب از «بوم» (زمین) + «مَثنه» (حرکت) دانسته؛ یعنی حرکت زمین.
(از فرهنگ شاهنامه، از حاشیهٔ برهان قاطع، به‌کوشش محمد معین):
| یکی بومهن خیزد از ناگهان |  | بر و بومشان پاک گردد نهان |

(شاهنامهٔ فردوسی).

## جمعیت
جمعیت این شهر براساس سرشماری عمومی نفوس و مسکن (۱۳۹۵) ایران برابر با ۷۹٬۰۳۴ نفر است.

### زبان
زبان اغلب مردم این شهر فارسی، مازنی کردی و مازنی ترکی است. اکثر مردم بومهن، گویشور زبان‌مازندرانی هستند.

## امکانات

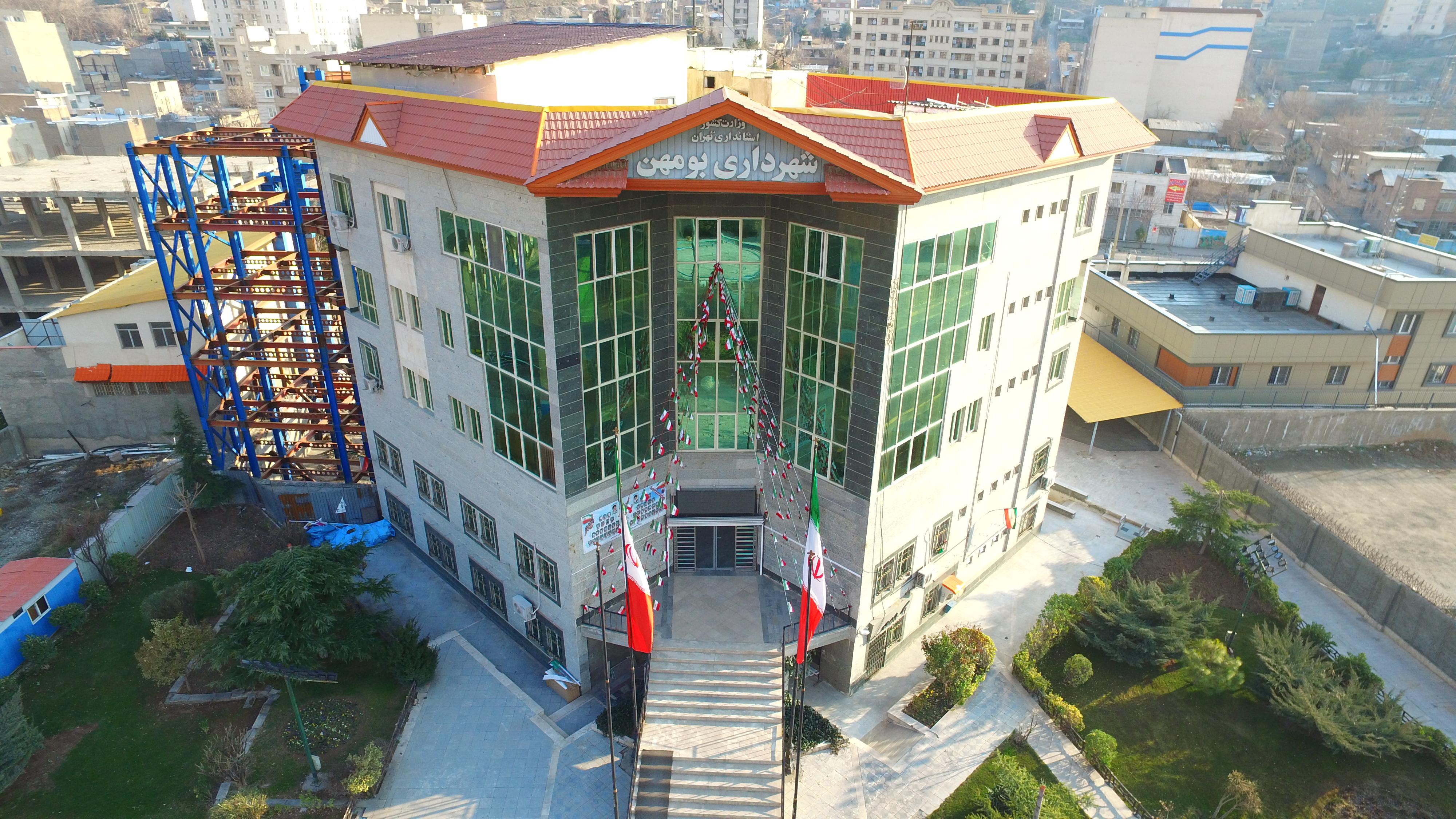
https://sh-boumehen.ir/

بزرگ‌ترین مجموعهٔ ورزشی شهر بومهن، «مجموعهٔ ورزشی امام رضا» نام دارد. این شهر همچنین دارای یک ایستگاه زمینی ارتباطات ماهواره‌ای است.بومهن دارای چندین پارک از جمله پارک بهار،باغ چنار،برکت انقلاب،شقایق،دانشجو و شهرآباد می‌باشد. گسترش آموزشگاه‌های خصوصی، اقدام برای ساخت دانشگاه، مجاورت با مناطق صنعتی از یک سو همسایگی با استان مازندران و نقش ترانزیتی این منطقه از سوی دیگر بر اهمیت این شهر در شرق پایتخت افزوده‌است.